# Фігурне катання на зимових Олімпійських іграх 1960
Змагання з фігурного катання на Зимових Олімпійських іграх 1960 проходили в трьох дисциплінах: чоловіче та жіноче одиночне катання та в парах. Змагання проходили з п'ятниці 19-го по п'ятницю 26 лютого 1960 року в Скво-Веллі на штучній ковзанці «Бліт-Арени».

## Календар
| • | Церемонія відкриття | • | Основна програма | • | Фінальні змагання | • | Церемонія закриття |

| лютий                     | 18 Чт | 19 Пт | 20 Сб | 21 Нд | 22 Пн | 23 Вт | 24 Ср | 25 Чт | 26 Пт | 27 Сб | 28 Нд |
| ------------------------- | ----- | ----- | ----- | ----- | ----- | ----- | ----- | ----- | ----- | ----- | ----- |
| чоловіче одиночне катання |       |       |       |       |       |       | •     | •     | •     |       |       |
| жіноче одиночне катання   |       |       |       | •     | •     | •     |       |       |       |       |       |
| парне катання             |       | •     |       |       |       |       |       |       | •     |       |       |
| церемонії                 | •     |       |       |       |       |       |       |       |       |       | •     |

## Країни-учасниці
У змаганні брало участь 71 фігурист (32 чоловіка та 39 жінок) з 14 країн (12/14).
- Австралія (6: чоловіків — 3; жінок — 3)
- Австрія (6: чоловіків — 3; жінок — 3)
- Велика Британія (4: чоловіків — 2; жінок — 2)
- Об'єднана німецька команда (11: чоловіків — 6; жінок — 5)
- Італія (2: чоловіків — 0; жінок — 2)
- Канада (8: чоловіків — 4; жінок — 4)
- Нідерланди (2: чоловіків — 0; жінок — 2)
- СРСР (4: чоловіків — 2; жінок — 2)
- США (12: чоловіків — 6; жінок — 6)
- Франція (4: чоловіків — 2; жінок — 2)
- Чехословаччина (2: чоловіків — 1; жінок — 1)
- Швейцарія (3: чоловіків — 1; жінок — 2)
- Південно-Африканська Республіка (4: чоловіків — 1; жінок — 3)
- Японія (3: чоловіків — 1; жінок — 2)

## Медальний залік

### Таблиця
| Місце  | Країна                     | Золото | Срібло | Бронза | Загалом |
| ------ | -------------------------- | ------ | ------ | ------ | ------- |
| 1      | США                        | 2      | 0      | 2      | 4       |
| 2      | Канада                     | 1      | 0      | 1      | 2       |
| 3      | Об'єднана німецька команда | 0      | 1      | 0      | 1       |
| 3      | Нідерланди                 | 0      | 1      | 0      | 1       |
| 3      | Чехословаччина             | 0      | 1      | 0      | 1       |
| Усього | Усього                     | 3      | 3      | 3      | 9       |

### Медалісти
| Дисципліна                | Золото                               | Срібло                                                         | Бронза                                    |
| ------------------------- | ------------------------------------ | -------------------------------------------------------------- | ----------------------------------------- |
| чоловіче одиночне катання | Девід Дженкінс · США                 | Кароль Дівін · Чехословаччина                                  | Дональд Джексон · Канада                  |
| жіноче одиночне катання   | Керол Гейсс · США                    | Шаук'є Дейкстра · Нідерланди                                   | Барбара Ролс · США                        |
| парне катання             | Барбара Вагнер · Роберт Пол · Канада | Маріка Кіліуз · Ганс-Юрген Бомлер · Об'єднана німецька команда | Ненсі Ладінгтон · Рональд Ладінгтон · США |